# Ricardo Trigilli
Ricardo Antonio Trigilli (* 24. August 1934 in Buenos Aires; † 21. Januar 2010 ebenda) war ein argentinischer Fußballspieler und -trainer. Der Stürmer gewann 1961 die chilenische Meisterschaft.

## Karriere

### Spieler
Ricardo Trigilli wurde in Buenos Aires im Stadtteil La Paternal geboren. Seine Spielerkarriere begann er 1951 beim lokalen Verein Argentinos Juniors in der fünften Division und gab im Dezember 1952 sein Debüt. Er war der beste Torschütze des Teams, das 1955 die Meisterschaft der Primera Nacional B gewann. Bis 1958 spielte er als Stürmer für die Argentinos Juniors und wechselte dann zu Vélez Sarsfield, für das er elf Spiele bestritt. Er beendete seine Karriere 1965 beim CA San Telmo, wo er zwölf Spiele absolvierte und ein Tor erzielte. Vor seinem Rücktritt spielte er jedoch zwischen 1961 und 1962 in Chile für Universidad Católica. 1963 war er bei Deportes La Serena aktiv, während er 1964 für den mittlerweile aufgelösten Verein Ferrobádminton spielte. Nach seinem Karriereende schloss er sich Macabi an, der in der untersten Liga Argentiniens spielte.
In der Saison 1961 wurde er mit Universidad Católica Meister der Primera División und nahm mit dem Verein an der Copa Libertadores 1962 teil, wobei er ein Tor gegen CS Emelec aus Ecuador und zwei Tore gegen Millonarios aus Kolumbien erzielte.

### Trainer
Ricardo Trigilli hatte eine lange Karriere als Trainer. Er begann 1967 bei den Argentinos Juniors, wo er das Team vor dem Abstieg rettete. Er trainierte den Verein in mehreren Phasen, darunter 1968, 1972, 1975 bis 1976 und 1982, mit insgesamt 112 Spielen als Cheftrainer. Außerdem trainierte er Ferro Carril Oeste (1978), CA Lanús (1985), All Boys (1986), CA Colón (1986/87 und 1989/90) sowie Almagro (1992/93).
Seinen größten Erfolg hatte er bei Estudiantes Buenos Aires: 1977 führte er das Team zum Aufstieg in die Primera División, und 1996 stieg er erneut mit Estudiantes in die Primera Nacional B auf. Aufgrund seiner Leistungen wurden Teile des Estadio Ciudad de Caseros nach ihm benannt, ebenso wie eine Straße am Stadion. Im Februar 2016 wurde im Estadio Diego Armando Maradona ein Wandgemälde zu Ehren von Trigilli eingeweiht.

## Erfolge
Argentinos Juniors
- Argentinischer Zweitligameister: 1955

CD Universidad Católica
- Chilenischer Meister: 1961